# Natalia Soboleva
Natalia Andreïevna Soboleva (russe : Ната́лья Андре́евна Со́болева), née le 11 décembre 1995 à Tachtagol est une snowboardeuse russe.

## Biographie
En 2013 , elle termine en 7e position en slalom parallèle lors des Championnats du monde. En 2014, elle participe à l'épreuve du Slalom géant parallèle aux Jeux olympiques d'hiver mais elle est éliminée lors de la manche de qualification. En 2018, elle participe également à cette épreuve aux Jeux olympiques d'hiver. Elle termine 19e lors des qualifications.
Le 4 février 2019, elle remporte la médaille d'argent en Slalom géant parallèle lors des Championnats du monde.
Elle est la sœur de Andrey Sobolev, également snowboardeur.